# Nüdlingen
Nüdlingen er en kommune i Landkreis Landkreis Bad Kissingen i Regierungsbezirk Unterfranken i den tyske delstat Bayern med godt 4.300 indbyggere.
Nüdlingen ligger i region Main-Rhön cirka 5 km nordøst for Bad Kissingen.
Kommunen består af landsbyerne Haard og Nüdlingen.